# Andrew Davis (realizador)
Andrew Davis (Chicago, 21 de noviembre de 1946) es un director de cine, productor, escritor y director de fotografía estadounidense, famoso por dirigir thrillers de acción taquilleros como Código de silencio, Por encima de la Ley, Alerta máxima y El fugitivo.

## Primeros años
Davis nació en South Side (Chicago, Illinois) y ha dirigido muchos films ambientados en Chicago. Es el hijo del actor Nathan Davis y Metta Davis y hermano del músico Richard "Richie" Peter Davis (cofundador de la banda Chicago Catz) y Jo Ellen Friedman. Davis utilizó a su padre Nathan Davis para sus películas, por ejemplo, es el abuelo de Shia LaBeouf en la película de Disney La maldición de los hoyos.
Davis estudió periodismo en la Universidad de Illinois en Urbana-Champaign donde consiguió un grado en periodismo en 1968. Davis estudio cine con el aclamado Haskell Wexler y empezó su carrera como cameraman en films de blaxploitation como The Hit Man, Brisa Cool Breeze y The Slams.

## Carrera
Davis es más conocido por dirigir El fugitivo, protagonizada por Harrison Ford y Tommy Lee Jones y nominada a siete Premios de la Academia, incluyendo el de Mejor Película, en 1993. Jones ganó el Oscar a mejor secundario. El Gremio de Directores de América le nominó como Excepcional Director en Dirección Teatral.
Roger Ebert dijo de El fugitivo: «El film de Andrew Davis es una de las mejores diversiones del año, un tenso, thriller que va más allá y se convierte en una alegoría sobre un hombre inocente en un mundo preparado para aplastarle». Ebert añadió esta observación sobre Davis: «Trasciende el género y muestra una capacidad de unir acción y arte que merece compararse con Hitchcock, David Lean y Carol Reed».

### Películas tempranas
Su primer largometraje como director fue el semi-biográfico Stony Island, estrenada en 1978 y lanzada en DVD en 2012. Está centrada en la vida de músicos jóvenes que forman una banda en su barrio empobrecido. En la película aparecen músicos veteranos como Gene Barge y Ronnie Barron.
En 1981 Davis dirigió un slasher titulado The Final Terror. La película estuvo producida por Joe Roth y presenta a varios actores que acabarían siendo estrellas: Rachel Ward, Daryl Hannah y Joe Pantoliano, entre otros.
En 1986 Davis estuvo contratado como director de The Running Man, una aventura futurista protagonizada por Arnold Schwarzenegger, pero fue sustituido por Paul Michael Glaser.
Davis coescribió un guion para Harry Belafonte, Beat Street, que era un musical sobre el breakdance y la cultura musical de las calles del Nueva York de los años ochenta. Mike Medavoy y Orion eligieron a Davis para dirigir Code of Silence. A consecuencia de aquel éxito en 1988, Davis desarrolló para Warner una película titulada Por encima de la ley. Davis coescribió, produjo y dirigió la película, el cual es conocido por ser el debut de Steven Seagal. Davis entonces volvió a Orion con su proyecto The Package, trabajando entonces con Gene Hackman y Tommy Lee Jones.

### Década de 1990
Davis se trajo consigo a Jones para Alerta máxima, película en la que volvió a trabajar con Seagal y fue el taquillazo del otoño de 1992.
Davis continuó dirigiendo proyectos de gran presupuesto durante los 90: El fugitivo, con Harrison Ford y Tommy Lee Jones; Steal Big Steal Little con Alan Arkin y Andy Garcia; Chain Reaction con Keanu Reeves, Morgan Freeman y Rachel Weisz, y la adaptación A Perfect Murder, con Gwyneth Paltrow, Michael Douglas y Viggo Mortensen.

### 2000-presente
En 2001, Davis iba a estrenar Collateral Damage con Arnold Schwarzenegger. Los atentados del 9/11 asustaron a los productores, pues su guion comienza con un atentado, y retrasaron el estreno hasta 2002: pero el daño ya estaba hecho, y fue un fracaso de taquilla.
En 2003 Davis desarrolló Holes para Disney con Shia LaBeouf, Sigourney Weaver, Patricia Arquette, y Jon Voight, basada en la novela homónima de Louis Sachar. The New York Times la llamó «La mejor película liberada por un estudio americano este año».
Davis filmó para Disney/Touchstone The Guardian en 2006 con Kevin Costner y Ashton Kutcher. Los factores externos volvieron a jugarle una mala pasada: esta vez fue por el Huracán Katrina, ya que los guardacostas reales que trabajaban en la película fueron inmediatamente desplegados para rescatar víctimas de la tormenta.

## Filmografía
- 1978: At Home with Shields and Yarnell -cortometraje
- 1978: Stony Island
- 1983: The Final Terror (|El terror final)
- 1985: Code of Silence
- 1988: Above the Law (Por encima de la ley)
- 1989: The Package
- 1992: Alerta máxima
- 1993: El fugitivo
- 1995: Steal Big Steal Little
- 1996: Chain Reaction (Reacción en cadena)
- 1998: Un crimen perfecto
- 2002: Collateral Damage (Daño colateral, Riesgos colaterales)
- 2003: Holes (La maldición de los hoyos, El misterio de los excavadores)
- 2005: Just Legal - serie de televisión
- 2006: The Guardian (El guardián, Guardianes de altamar)